# (34) Circé
Pour les articles homonymes, voir Circé (homonymie).
(34) Circé (désignation internationale (34) Circe) est un astéroïde de la ceinture principale découvert par Jean Chacornac le 6 avril 1855. Il est nommé d'après Circé, magicienne métamorphe de la mythologie grecque.

## Compléments